# Ron Brown (Politiker, 1941)

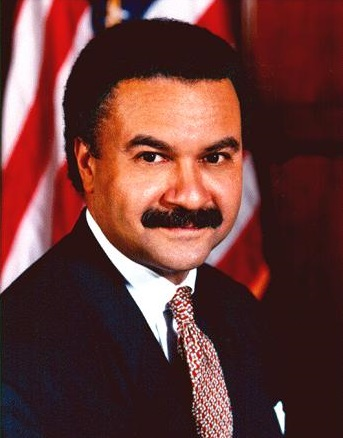
Ron Brown

Ronald Harmon „Ron“ Brown (* 1. August 1941 in Washington, D.C.; † 3. April 1996 bei Dubrovnik, Kroatien) war ein US-amerikanischer Politiker (Demokratische Partei), der dem Kabinett von Präsident Bill Clinton während dessen erster Amtszeit als Handelsminister (Secretary of Commerce) angehörte. Er war der erste Afroamerikaner in diesem Amt. 1996 kam er mit 34 weiteren Insassen beim Absturz einer Boeing CT-43A der United States Air Force ums Leben.

## Leben

### Frühes Leben und politische Karriere
Ron Brown wurde in Washington geboren und wuchs in Harlem, New York in einer Familie der Mittelschicht auf. Er war Mitglied von Jack and Jil’, einer afroamerikanischen sozialen und philanthropischen Organisation. Brown besuchte die Hunter College Elementary School und die Rhodes Preparatory School. Sein Vater leitete das Theresa Hotel in Harlem, in dem Ron aufwuchs. Als Kind war er in einem Werbespot für Pepsi-Cola zu sehen, einem der ersten, die speziell auf die afro-amerikanische Gemeinschaft gerichtet waren.
Während seiner Zeit am Middlebury College wurde Ron Brown das erste afroamerikanische Mitglied von Sigma Phi Epsilon, einer landesweiten Studentenverbindung. Nachdem er 1962 das College abgeschlossen hatte, ging Brown zur Armee und diente in Südkorea und Europa; im selben Jahr heiratete er Alma Arrington. Nach seiner Entlassung im Jahr 1967 trat Brown der National Urban League, einer der führenden Bürgerrechtsbewegungen in den Vereinigten Staaten, bei. Zwischenzeitlich besuchte er die Law School an der St. John’s University und machte 1970 seinen Abschluss.

### Aufstieg in der Demokratischen Partei

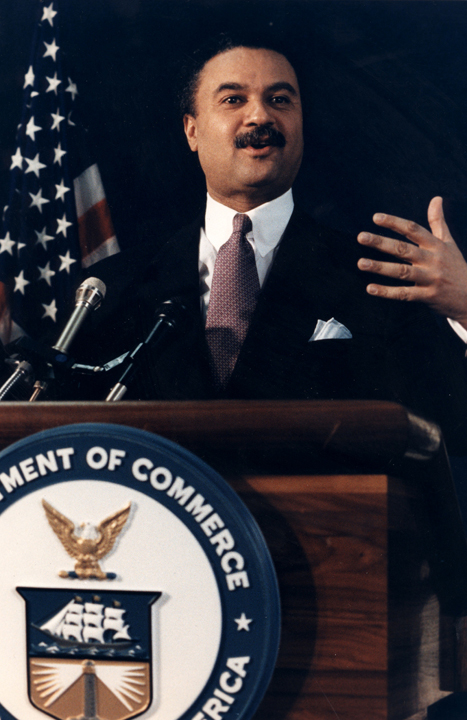
Ron Brown bei einer Ansprache

1976 wurde Brown von der National Urban League zum stellvertretenden Geschäftsführer für Programme und staatliche Angelegenheiten befördert. Trotzdem kündigte er 1979, um als stellvertretender Wahlkampf-Manager für Senator Edward Kennedy zu arbeiten, der sich um die Präsidentschaftskandidatur der Demokratischen Partei bewarb.
1981 fing Brown bei der Anwaltskanzlei Patton, Boggs & Blow in Washington als Rechtsanwalt und Lobbyist an. Im Mai 1988 wurde Brown von Jesse Jackson zum Leiter seines Teams für die Democratic National Convention in Atlanta ernannt. Im Juni leitete Brown dann auch die Wahlkampagne von Jackson.
Brown wurde 1989 zum Vorsitzenden des Democratic National Committee gewählt. Im Jahr 1992 spielte er eine wichtige Rolle bei der erfolgreichen Wahl von Bill Clinton zum Präsidentschaftskandidaten der Demokraten und seinem erfolgreichen Wahlkampf für das Präsidentenamt. Im Jahr 1993 berief Clinton ihn dann in sein Kabinett. Brown galt zu diesem Zeitpunkt in seiner Partei als zukünftiger Präsidentschaftskandidat.
1994 vertrieb der Prediger Jerry Falwell eine Dokumentation namens The Clinton Chronicles: An Investigation into the Alleged Criminal Activities of Bill Clinton (dt.: Die Clinton Chroniken: Eine Untersuchung der angeblichen kriminellen Aktivitäten von Bill Clinton). Die Dokumentation behauptet, Clinton sei in eine Verschwörung zum Mord und Kokain-Schmuggel gemeinsam mit Vince Foster, Jim McDougal und Ron Brown verwickelt. Die Theorie wurde widerrufen, das Video verkaufte sich dennoch mehr als 150.000 mal.

### Tod

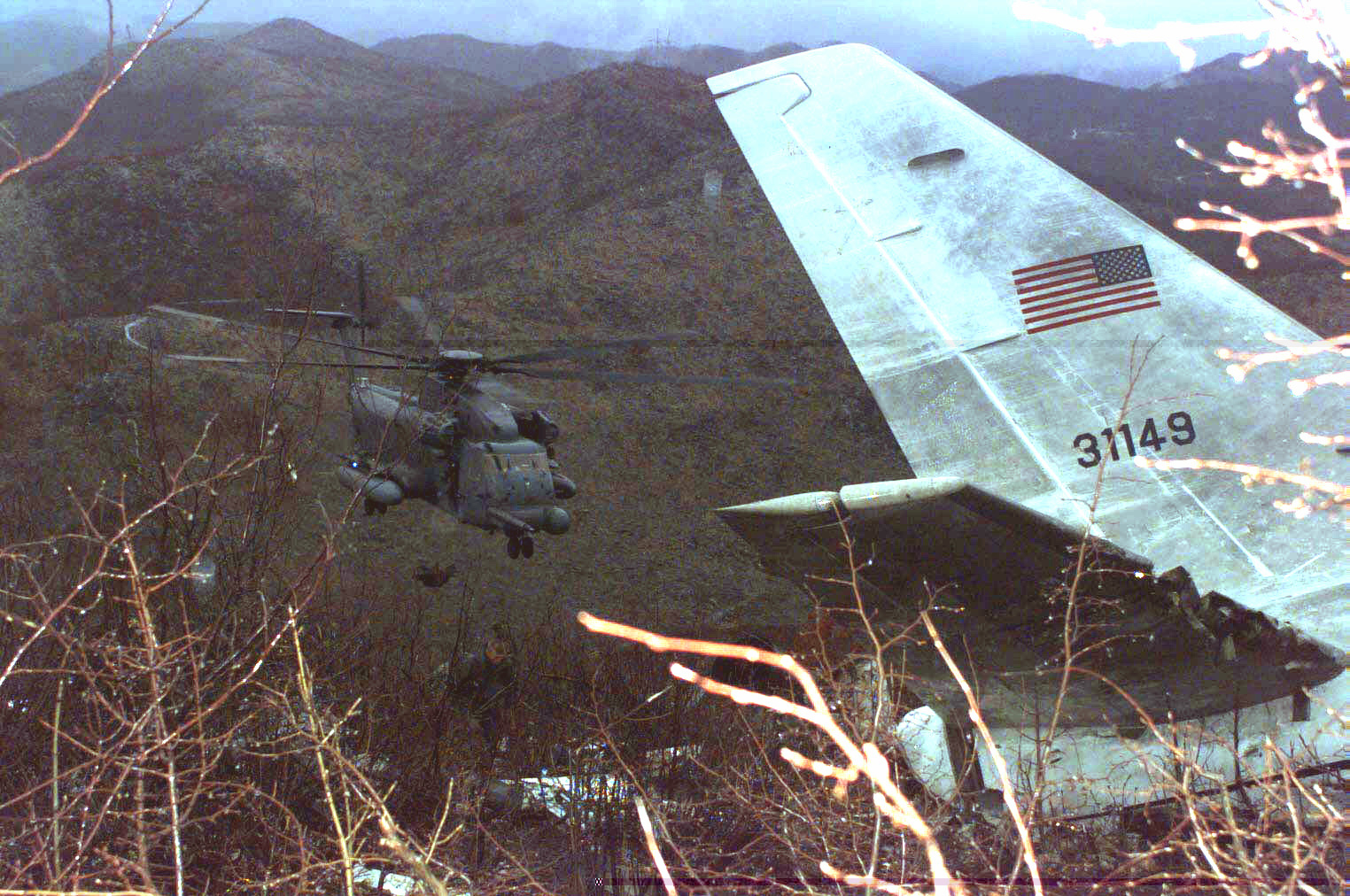
Ein Hubschrauber der US Air Force hinter dem Wrack der USAF CT-43A, ungefähr 3 Kilometer nördlich des Flughafens Dubrovnik (aufgenommen am 4. April 1996)

Am 3. April 1996 befand sich Brown mit 34 weiteren Personen auf einer offiziellen Handelsmission an Bord einer Air Force CT-43A (einer modifizierten Boeing 737). Während eines Instrumentenanfluges auf den Flughafen Dubrovnik prallte das Flugzeug gegen einen Berg. Mit Ausnahme einer Stewardess, die allerdings später auf dem Weg ins Krankenhaus starb, wurden alle Insassen bei dem Aufprall getötet. Die Untersuchungen der Air Force ergaben, dass der Absturz durch ein Versagen auf der Kommandoebene, einen Pilotenfehler und einen schlecht angelegten Landeanflug verursacht worden war.

## Vermächtnis
Präsident Clinton rief den Ron Brown Award, eine Auszeichnung für unternehmerische Führung und Verantwortung, ins Leben.

Das Handelsministerium verleiht zu seinen Ehren jährlich den Ronald H. Brown American Innovator Award.

Das größte Schiff der NOAA-Flotte, die NOAA Ship Ronald H. Brown, wurde zu Ehren seiner Verdienste kurz nach seinem Tod nach ihm benannt.

Die California Black Chamber of Commerce veranstaltet jeden August den Ron Brown Business Economic Summit.
Das Gebäude der US-Mission bei den Vereinten Nationen in New York heißt Ronald H. Brown U.S. Mission to the U.N. USUN Building.

## Bibliografie
- Jack Cashill, Ron Brown's Body (WND Books, 2004) ISBN 0-7852-6237-7